# 東北寺
禅河山東北寺（ぜんがさん とうぼくじ）は、東京都渋谷区広尾二丁目にある臨済宗妙心寺派の寺院。日向佐土原藩島津家、出羽米沢藩上杉家の墓所として知られる。
山号は、釈迦が6年間続けた苦行を中断して沐浴し、スジャーターに乳粥を施されたというガンジス川支流ナイランジャナー川（漢名・尼連禅河）に由来する。

## 歴史
江戸時代前期に美濃国不破郡関ヶ原宿出身の僧至道無難が麻布桜田町に営んだ東北庵を起源とする。東北庵の起立年代は定かではないが、下限は道鏡慧端が東北庵で出家したという万治3年（1660年）、上限は至道無難が江戸に出た年代であり諸説あるものの、仮に承応3年（1654年）説を取ると、起立は明暦の大火前後と考えられる。
寛文7年（1667年）、無難の門人により東北庵は禅河山東北寺へと発展した。無難はその初代住職となることを請われたが辞退し、自身の高弟道鏡慧端は信濃国にあったため、愚堂東寔門下で無難の弟弟子に当たる洞天慧水が三田から呼び寄せられ、東北寺一世となった。無難は別院に住み、延宝2年（1674年）小石川戸崎町に独立して庵を構えた。
元禄9年（1696年）3月、寺社奉行の許可を得て、豊島郡下渋谷村湯島根生院領・同寺下屋敷地の現在地に移転した。
延享3年（1746年）、火災で伽藍が全焼し、四世夢庵によって再建されたが、高齢のため目が行き届かず、工事が杜撰で間取も不便を来していた。五世には同じく洞天建立の入間郡上富村多福寺より亮岳が呼ばれ就任し、改建を検討したが、多病により果たせなかった。明和7年（1770年）7月、六世忠山東恕の下、白木屋大村彦太郎永全を施主とし、出羽屋村尾由右衛門監督の下改建された。なお、大村彦太郎は在京のため、同店の桐山九郎右衛門、大谷三郎兵衛、馬場源七、清水五郎兵衛が事に当たった。この時茅葺から瓦葺となった。
明治時代には豊多摩郡渋谷町大字下渋谷字豊分、昭和に永住町に属した。明治以降は周囲の市街化が進んだが、門前の通りが明治通りのルートから外れたため、閑静な趣を留めた。
平成13年（2001年）、建物の老朽化に伴い山門も含めて新築された。

## 墓所
古くは至道無難に直接教えた出羽米沢藩3代藩主上杉定勝、側室生善院、三女梅嶺院（吉良義央正室）や、新加納陣屋坪内家定等の墓がある。明治には日向佐土原藩島津家の菩提寺となり、最後の藩主島津忠寛、長男島津忠亮、三男島津啓次郎等が眠る。越後村上藩藩主等の墓もあったが、平成元年（1989年）地元村上市光徳寺に改葬された。
至道無難と親戚関係にある白木屋大村家からは度々援助を受けており、白木屋関係者や昭和7年（1932年）火災の犠牲者の墓がある。
その他、大道寺友山、下曽根信敦の墓がある。